# 爱德华·叶菲莫维奇·阿列克谢耶夫
爱德华·叶菲莫维奇·阿列克谢耶夫（俄語：Эдуард Ефимович Алексеев，1937年12月4日—2021年3月10日），苏联民族音乐学家。

## 生平
1937年生于雅库茨克。14岁搬至莫斯科，就读于莫斯科国立音乐学院附属中央音乐学校。1956年至1961年在莫斯科音乐学院学习音乐理论与作曲，期间曾在民俗学研究室担任助手。1961年回到雅库茨克，在学校担任音乐教师。1963年至1966年，在莫斯科国立艺术史研究所深造，师从民族音乐学家别利亚耶夫教授。1972年至1992年，担任苏联作曲家协会民俗音乐委员会主席。1987年成为国际传统音乐协会会员。知名于对雅库特民歌的研究。1997年移居美国波士顿。2021年3月10日逝世。